# Everard t'Serclaes

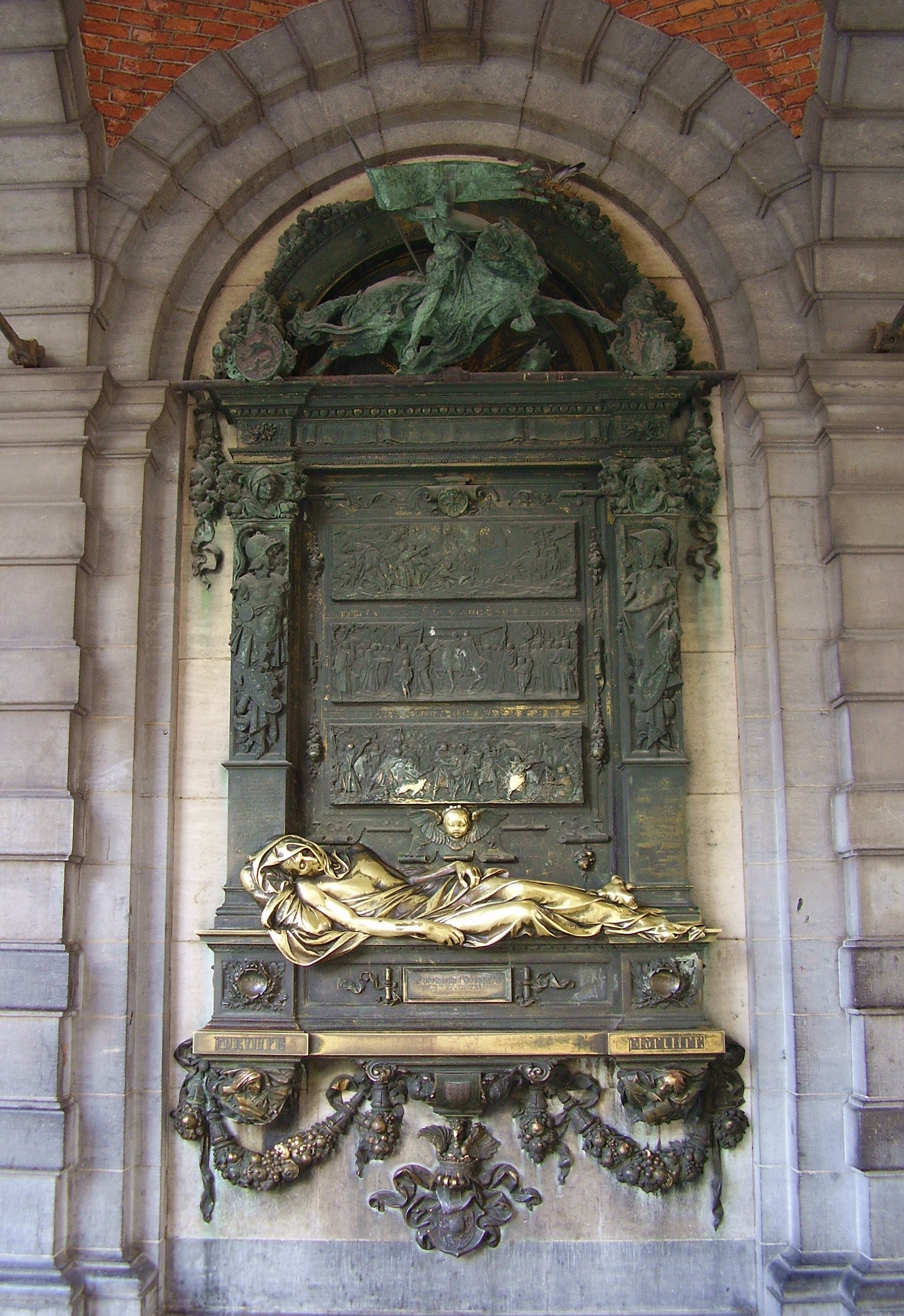
Monumento dedicado a Everard t'Serclaes, junto a la Grand Place de Bruselas, en la maison de l'Étoile.

Everard t'Serclaes (~1320-31 de marzo de 1388) señor de Cruyckembourg (Ternat (Bélgica)), ciudadano de Bruselas famoso por liberar la ciudad en la Guerra de Sucesión del Ducado de Brabante (1356-1357)
Tras la muerte de Juan III de Brabante el 5 de diciembre de 1355, le sucedió en el trono brabantino su hija Juana (1322-1406), casada con Venceslao (1337-1383). La sucesión fue discutida por el conde de Flandes, Luis II, quien invadió Brabante y rápidamente conquistó Bruselas. La noche del 24 de octubre de 1356, Everard escaló los muros de la ciudad con un grupo de patriotas. Vencen y expulsan a los flamencos para devolver la ciudad a Juana y Venceslao. Everard fue nombrado escabino (concejal) de la ciudad cinco veces. Pero su defensa de los derechos de la ciudad frente al Señor de Gaasbeek terminó por costarle la vida. Fue asesinado a sangre fría el 31 de marzo de 1388. En respuesta, las tropas de la ciudad destruyeron el castillo del Señor de Gaasbeek.
Existe un monumento en su honor, hecho en bronce por Julien Dillens (1849-1904), en la rue Charles Buls, saliendo de la Grand Place bruselense. Para los lugareños, quien toca la escultura tendrá suerte o probablemente volverá a Bruselas. El monumento presenta un aspecto brillante en buena parte, resultado de la erosión causada por el manoseo de las gentes de Bruselas y de los turistas, que contrasta con las zonas oscuras.  